# SN 2012bx
SN 2012bx – supernowa typu Ia, odkryta 11 kwietnia 2012 roku w galaktyce A114431+0703. W momencie odkrycia, miała maksymalną jasność 17,1m.